# Şeref Meselesi
Şeref Meselesi (Une question d'honneur) est une telenovela turque en 26 épisodes d'environ 120 minutes produite par D Productions et diffusée en prime time du 23 novembre 2014 au 17 mai 2015 sur Kanal D. C'est une adaptation de la série italienne L'onore e il rispetto diffusée entre 2006 et 2012.
L'histoire tourne autour de la famille Kılıç qui déménage d'Ayvalık à Istanbul. Le père de Yiğit se suicide à cause de la mafia. Yiğit va alors se venger de la mafia.
Remontée en 78 épisodes de 45 minutes, elle est diffusée dans les pays d'Afrique francophone et en France du 16 octobre 2017 au 29 janvier 2018 sur la chaine Novelas TV, ainsi que sur la chaîne réunionnaise Antenne Réunion. Elle reste inédite dans les autres pays francophones.

## Synopsis
Zeliha, une mère de famille, emménage avec son mari Hasan et leurs deux fils Yiğit et Emir, à Istanbul. Hasan décide d’ouvrir une bijouterie avec l’aide de Sadullah, un homme très influent mais un jour après l’ouverture, la boutique est cambriolée et Hasan perd tout. Dans l’incapacité de rembourser sa dette, le père de famille se suicide. À la suite de cet événement tragique, les deux frères décident de venger la mort de leur père chacun à leur manière. Yiğit cherche à se venger sans se soucier de la loi, tandis qu’Emir, lui, va utiliser les voies légales pour rétablir la justice.
Une femme, Sibel, les divise…

## Distribution
- Kerem Bürsin (tr) : Yiğit Kılıç
- Şükrü Özyıldız (tr) : Emir Kılıç
- Tilbe Saran (tr) : Zeliha Kılıç
- Yasemin Allen : Sibel Özer
- Şükran Ovalı (tr) : Derya Tanış
- Burcu Biricik : Kübra Çapan
- Alma Terziç (tr) : Gül
- Taner Turan : Sadullah Çapan
- Olgun Toker (tr) : Seyhan Demir
- Çağrı Çıtanak : Mete
- Hakan Salınmış (tr) : Hakkı
- Kağan Uluca : Nihat Demir
- Ahmet Dizdaroğlu : Ayhan
- Uğur Uzunel : Selim
- Baki Çiftçi : Ender
- Uygar Özçelik : Namık
- Bülent Arin
- Mürtüz Yolcu
- Sezin Bozacı : Neriman Özer
- Şebnem Doğruer (tr) : Fatma
- Uğur İzgi : Yılmaz
- Benian Dönmez (tr)
- Şerif Erol (tr) : Hasan Kılıç
- Toygun Ateş : Basri Kılıç
- Burç Hatunoğlu : Bora Tunalı
- Isabella Damla Güvenilir : Elif Kılıç

## Personnages
- Yiğit Kılıç : Yiğit est le frère aîné d'Emir. Il entre dans la mafia et couche avec Kübra pour se venger. Il est amoureux de Sibel et a l'intention de s'enfuir avec elle et de l'épouser, mais il arrête tout quand il apprend qu'Emir et Sibel ont eu une ancienne relation. Il s'occupe d'Elif après coup, la fille qu'il a eue avec Kübra et l'aime plus que tout contre toute attente. Il a l'intention de fuir avec Kübra et Elif lorsqu'il est menacé d'aller en prison, mais il est forcé d'épouser Sibel pour la protéger. Son ennemi, Seyhan, tue Sibel lorsque cette dernière prend une balle pour Yiğit afin de le protéger et Sibel meurt. Yiğit, choqué par la mort de sa femme bien-aimée et de son fils à naître, quitte la mafia et Istanbul. Il revient quatre ans après. Sa fille, Elif, est kidnappée par Hakkı, un leader de la mafia. Yiğit est tué par la mafia pour protéger Emir et Elif.
- Emir Kılıç : Emir est le frère cadet de Yiğit. Il est procureur. Il se bat contre la mafia avec la police et d'autres policiers. Il épouse Kübra pour l'honneur de Kübra et de sa nièce, mais il est amoureux de Kübra à court terme. Au bout du compte, son mariage formel se transforme en un vrai mariage. Elif le connaît par l'intermédiaire de son père. Emir a un fils, Yiğit, de Kübra.
- Sibel Ozer Kılıç : Sibel est la voisine de Yiğit et Emir. Elle est aussi l'amie d'enfance de Kübra et Derya. Elle est mannequin. Elle a une relation avec Emir mais elle préfère Bora à Emir, mais ça ne dure pas longtemps parce qu'elle aime Yiğit depuis le début. Elle a une relation avec Yiğit, mais quand Yiğit apprend son amourette avec son frère, il la quitte. Elle retourne à son activité de mannequin mais Yiğit s'y oppose. Sibel fait la paix avec Kübra, mais ça ne dure pas longtemps. Elle est forcée d'épouser Yiğit et essaie de faire fonctionner la relation, mais Yiğit insiste pour obtenir le divorce afin de fonder une famille pour Elif. Quand elle quitte la maison, elle est tuée par Seyhan pour protéger Yiğit et meurt à l'hôpital.
- Kübra Çapan Kılıç : Kubra est la fille de Sadullah. Elle est trompée et tombe dans le piège de Yiğit. Elle tombe enceinte de Yiğit, mais il refuse Kübra et l'enfant. Elle donne naissance à une fille, Elif, et fait un mariage formel avec Emir. Kübra tente de se suicider. Quand elle guérie de sa dépression, elle ouvre une pâtisserie avec Derya. Emir dit à Kübra ses vrais sentiments, mais Kübra ne dit rien. Quand Yiğit vient à elle, elle ne lui fait pas confiance. Yiğit persuade Kübra de s'enfuir avec lui et de ne pas le séparer d'Elif. Il lui redonne espoir et épouse Sibel par la suite pour la protéger. Kübra se rapproche alors d'Emir. Yiğit se propose de nouveau de fonder une famille pour Elif, mais elle refuse. Après quatre ans, elle donne naissance au fils d'Emir et l'appelle Yiğit.
- Derya Tanış : Derya est l'amie d'enfance de Sibel. Elle tue son beau-père après une tentative de viol. Elle a une relation avec l'ennemi de Yiğit, Nihat. Après la mort de Nihat, elle épouse Selim.
- Gül : Gül est une prostituée russe et une amie de Yiğit. Souvent employée par des patrons mafieux. Elle ressent quelque chose pour Yiğit.
- Neriman : Neriman est la mère de Sibel. Indiscrète, c'est une femme misérable et sans tact.
- Nihat : Nihat est le père de la mafia. Zeliha, la mère de Yiğit, meurt à cause de lui.